# Profondeur de champ (cinéma)

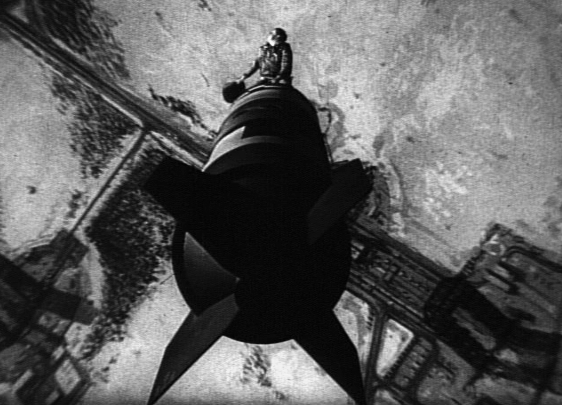
Scène du film Docteur Folamour de Stanley Kubrick avec mise au point sur le commandant Kong (Slim Pickens) chevauchant la bombe atomique.

Quand on évoque la profondeur de champ dans le cinéma de fiction, c’est pour désigner dans un plan l’utilisation des comédiens, aussi bien que des accessoires, selon une disposition en profondeur à l’intérieur du champ de prise de vues de la caméra. Cette utilisation se développe dans la partie lisible de l’image, entre la zone de netteté la plus proche de la caméra, et la zone de netteté la plus éloignée d’elle, qui forme, en terme technique de photographie, la profondeur de champ d’un objectif d’une certaine distance focale, et à une certaine ouverture de son diaphragme.

## Historique

### W. K. L. Dickson et Émile Reynaud
Les premiers films du cinéma sont ceux que réalise William Kennedy Laurie Dickson pour l’inventeur et industriel Thomas Edison avec leur appareil de prise de vues, la caméra Kinétographe, (ce mot signifiant en grec, écriture du mouvement). Cette caméra, brevetée le 24 août 1891, employait du film perforé 35 mm et un système d’avance intermittente de la pellicule par "roue à rochet". L’esthétique de ces films primitifs est influencée par celle du music-hall et d’ailleurs leurs sujets sont, pour l’essentiel, des prestations d’artistes connus de la scène américaine.

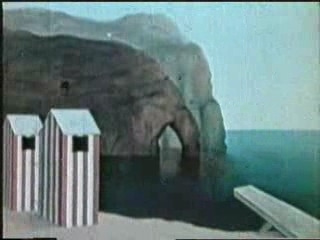
Reconstitution de la diapositive de fond d'Autour d'une Cabine, d'Émile Reynaud, 1895.

Dès 1892, dans les premiers dessins animés du cinéma, que leur réalisateur Émile Reynaud surnomme pantomimes lumineuses, avec son procédé de projection sur écran du Théâtre optique au format 70 mm, les déplacements suivent d’abord une trajectoire frontale (dans un sens perpendiculaire à l’axe de prise de vues, soit "latérale", c.-à-d. sans s'approcher de l’œil du spectateur), puis, avec notamment Autour d'une cabine, en 1894, des déplacements complexes dans la profondeur de champ (c.-à-d. plus près ou plus loin de l’œil du spectateur). Le récit d’Autour d’une cabine, qui durait entre 4 et 5 minutes (durée qui pouvait être portée à une quinzaine de minutes par l’opérateur du Théâtre optique en effectuant à volonté des marches arrières, des arrêts sur image…) dont il ne reste que 2 minutes, se passe sur la plage d’Étretat, où sont installés un plongeoir à droite et plusieurs cabines de déshabillage à gauche, avec au fond la célèbre falaise d’Aval. Un jeune garçon, personnage secondaire, entre à droite du champ sur le plongeoir au bout duquel (en s’éloignant de notre œil) il se lance à l’eau et disparaît. Une dame bien ronde s’avance derrière lui, que le jeune garçon, revenu du hors-champ, pousse à l’eau où elle s’étale sur le dos. C’est alors que le personnage central, une élégante jeune femme, robe longue et capeline, portant un caniche, apparaît et s’aventure sur le sable. Un vieux beau, caché derrière les cabines (donc dans la profondeur de champ) la remarque et s’avance à sa rencontre, la saluant. Le chien échappe à sa maîtresse qui tombe dans le sable en voulant le retenir. Le vieux beau l’aide à se remettre sur pieds et entreprend de la suivre. Elle se rend dans une cabine où le pervers l’épie par le trou de la serrure. Arrivant de derrière les cabines, un baigneur bien musclé s’aperçoit de son indiscrétion et botte le postérieur du voyeur qui ne demande pas son reste et quitte les lieux. L’élégante sort de la cabine, vêtue d’un maillot et d’un bonnet de bain. Avec déférence, le baigneur l’accompagne au bord de l’eau (les deux personnages s’éloignent de notre regard) où ils entrent et se mettre à nager, disparaissant à notre vue derrière l’alignement des cabines. Un batelier, suivant le chemin inverse, s’arrête et déploie la voile de son esquif, sur laquelle est écrit : « La représentation est terminée », ancêtre des mots « Fin » ou « The End ».
On remarque que les actions finales, la brasse du couple qui part se cacher à nos yeux, et le passage du bateau de fin, sont des mouvements latéraux, dans un sens perpendiculaire à l’axe de prise de vues (assimilé au regard du dessinateur). Mais les autres actions se déroulent bien dans la profondeur de champ, ou du moins, puisqu’il s’agit de dessins en à-plat, dans cet espace dessiné illusoire qui commence par la plage, dont la profondeur est suggérée par le plongeoir installé sur la diagonale du champ, se continue par le bord de mer et se poursuit jusqu’à la falaise d’Aval, vue au loin, qui clôt le décor tout en lui donnant l’impression de profondeur.
Émile Reynaud avait déjà employé le déplacement dans la profondeur de champ pour les dessins de son jouet optique, le Praxinoscope, avec par exemple Les Petits valseurs, où le couple qui danse s’approche et s’éloigne successivement de notre œil. « Ses prédécesseurs paraissent s'être bornés à faire tourner sur place un personnage ou un couple. Émile Reynaud fit s'éloigner, puis se rapprocher plusieurs groupes de valseurs, patineurs, écoliers, clowns. »

### Louis Lumière
Les objectifs des premiers appareils de prises de vues animées possédaient tous, par construction, une grande profondeur de champ, à condition cependant d’opérer avec un plein soleil. Le premier studio de cinéma, le Black Maria, imaginé par Thomas Edison en 1893, et plus tard le premier studio français, celui de Georges Méliès, construit en 1896, étaient dépendants du soleil, car à l’époque, l’adaptation d’éclairage artificiel à ce genre de travail n’était pas encore réalisée. Le Black Maria, bâtiment léger en bois et papier goudronné, était installé sur un rail circulaire permettant de suivre le déplacement du soleil dont la lumière tombait en douche par le toit ouvrant. « Cent quarante-huit films sont tournés entre 1890 et septembre 1895 par Dickson et William Heise. ». Georges Méliès, lui, avait opté pour un bâtiment entièrement vitré, une sorte de serre où le soleil était roi à toute heure.
Louis Lumière, de son côté, plutôt que de choisir de reconstituer des scènes dans un studio, choisit de partir à la rencontre de ses sujets directement sur leurs lieux d’existence. Pour lui, seules étaient valables des « vues photographiques animées » (ainsi qu’il appelait ses bobineaux de films impressionnés) reproduisant la vie. « C’est la nature même prise sur le fait, s’écriaient avec un étonnement admiratif les premières critiques. Le réalisme de l’œuvre de Louis Lumière détermina son succès. » Y compris ses vues comiques (Le Saut à la couverture, La Voltige, et surtout L'Arroseur arrosé) sont à l’imitation de la nature, même si leurs sujets sont présentés sous un angle volontairement moqueur.
Ainsi, tandis que Laurie Dickson filme en 1893 un atelier de forgerons qu’il reconstitue dans le Black Maria (Blacksmith Scene) avec trois collaborateurs d’Edison qui jouent les forgerons et donnent malheureusement du travail de la forge une vue simpliste et condescendante, leurs gestes sont approximatifs et ils caricaturent leurs personnages en buvant une bière directement au goulot, après seulement quelques coups de marteau. Louis Lumière, sans doute mis au courant de cette scène par son père, Antoine Lumière, qui venait d'assister à Paris en septembre 1894 à une démonstration du kinétoscope lui ayant donné l'idée de demander à ses fils d'améliorer l'invention américaine en fabriquant un kinétoscope Lumière, enregistre une scène similaire, mais dans une vraie forge où, excepté une cravate quelque peu incongrue que l’artisan a nouée pour l’occasion, on reconnaît le geste du vrai forgeron par le rebond contrôlé que fait le marteau à chaque coup porté. Derrière les trois faux forgerons de Laurie Dickson, il y a le fond noir du Black Maria, un fond neutre que l’œil ignore, tandis que dans le film de Louis Lumière, derrière le maître et son apprenti, dans la profondeur de champ, on voit les vitres qui ferment l’atelier, lui apportant cependant l’éclairage voulu, et qui authentifient la véracité des lieux.
La plupart des "vues photographiques animées" de Louis Lumière sont traitées de façon à donner au décor une importance documentaire que permet la largeur du plan et l’utilisation de la profondeur de champ. Le succès commercial de ses productions durant sept années va inciter Thomas Edison à alléger son lourd kinétographe, notamment en supprimant le moteur électrique et en le remplaçant par une manivelle comme celle de la caméra Cinématographe des frères lyonnais, et il va envoyer de nombreux opérateurs à travers le monde, à l’imitation de Louis Lumière, afin d’en ramener des films documentaires en un seul plan, construits comme ceux du réalisateur français, avec l’utilisation de la profondeur de champ : d’abord des vues de New York, ses rues, son parc, ensuite les chutes du Niagara, le départ des paquebots transatlantiques, des rassemblements de sportifs, des passages de trains lancés à toute vapeur… tout ce qui fait qu’une "image" impressionne les esprits quand ses dimensions sont magnifiées par l’espace qui l’entoure.

### Edwin Stanton Porter
Au début du XXe siècle, le réalisateur le plus célèbre outre-atlantique est sans conteste la vedette de l’Edison Manufacturing Company, Edwin Stanton Porter, qui tourne en 1903 le premier western du cinéma américain : Le Vol du grand rapide (The Great Train Robbery). Dans la dernière séquence du film, le réalisateur utilise habilement la profondeur de champ dans une scène d’action. Les bandits, après avoir dévalisé le train et tué un mécanicien et un voyageur, se sont arrêtés en pleine nature pour partager leur butin. Apparaissent dans le lointain les poursuivants qui ont mis pied à terre et s’avancent avec précaution, se cachant derrière les troncs d’arbre (le cinéma muet rend plus vraisemblable cette arrivée en silence). Quand les bandits s’aperçoivent de la présence policière, il est trop tard, ils sont abattus sans autre forme de procès. E. S. Porter avait auparavant, en 1901, touché du doigt le mystère du temps à l’écran avec What Happened on Twenty-third Street, New York City (Que s’est-il passé à New York sur la 23e Rue ?) où le cinéaste avait réussi un effet spatio-temporel à l’aide d’un simple plan long de quatre-vingt-dix secondes et sans aucun effet de montage. La caméra, plantée sur un trottoir, filme les piétons dans l’axe de leur déambulation. Il ne se passe rien de spécial… Au bout d’une minute, « enfin, notre curiosité reçoit sa récompense. Au loin, dans la profondeur de champ, un couple jeune et bien mis s’avance. Nous les distinguons des autres passants parce qu’ils ne semblent pas vaquer à leur travail, selon toute apparence, ils sont heureux de vivre et de marcher ensemble. » En s’avançant vers la caméra, le couple passe au-dessus de la bouche d’aération du métro dont nous remarquons seulement alors la présence devant nous. Sous le souffle, la robe longue de la jeune femme se soulève et découvre ses mollets et ses genoux, suprême audace à une époque très collet-monté. L’attente provoquée par l’approche du couple, du "fond" de l’image au premier plan, renforce le caractère inattendu de la fin de la scène.

### Jean Renoir et Orson Welles
Le théoricien du cinéma André Bazin analyse comment des cinéastes comme Jean Renoir, dans La Règle du jeu, et Orson Welles, dans Citizen Kane et La Splendeur des Amberson, ont su réintégrer la profondeur de champ du cinéma primitif dans le langage filmique contemporain, pour composer des plans qui « ne sont nullement « l’enregistrement » passif d’une action photographiée dans un même cadre, » mais une recherche qui remet en cause le découpage d’une action en plusieurs plans et tente de reconstituer l’unité dramatique qui sous-tend cette action. Ce qu’André Bazin appelle « les effets particuliers qu’on peut tirer de l’unité de l’image dans le temps et dans l’espace. » Ces « effets particuliers » sont l’invitation faite au public de reconnaître un univers moins forcé que celui du découpage où « il n’a qu’à suivre le guide » et à entrer dans un univers où il peut s’orienter lui-même et se sentir plus près de la scène jouée car il retrouve des éléments de la réalité dans des plans (soit plans longs, soit plans-séquence) qu’il a le temps d’explorer du regard. Ce n’est plus un livre d’images que l’on feuillette devant ses yeux, c’est un livre dans lequel le spectateur peut s’aventurer à titre personnel. Derrière les visages en plan rapproché ou gros plan des  stars du cinéma des années 1920, 1930 et 1940, le « flou dans l’image n’est apparu qu’avec le montage. Il n’était pas seulement une servitude technique consécutive à l’emploi des plans rapprochés, mais la conséquence logique du montage, son équivalence plastique. »

## Techniques et utilisations

### Influences de la lumière et de l’objectif
La puissance de la lumière qui baigne un plan, détermine l’ampleur de la profondeur de champ. Plus l’éclairage est fort, plus la partie où les objets sont nets dans leur image sera étendue en profondeur, plus il est faible, plus cette zone sera raccourcie. L’objectif employé joue un rôle encore plus important. « Un objectif à courte focale, dit grand angle, a une grande profondeur de champ, allant de moins d’une dizaine de centimètres depuis la lentille frontale, jusqu’à l’infini. En ce qui concerne le très grand angle, le fish-eye, la mise au point se fait même à partir du contact de la lentille frontale. Un objectif de longue focale, dit téléobjectif, a peu de profondeur de champ, elle peut commencer à trois ou quatre mètres de la caméra et se terminer quelques mètres plus loin. »
Dans le film de David Lean, Lawrence d’Arabie, sorti en 1962, une scène est basée sur la profondeur de champ qui crée un suspense et se justifie aussi parce que dans le désert, voir le plus loin possible et distinguer un danger avant son ennemi, sont une nécessité vitale pour les Bédouins, divisés en tribus hostiles ou alliées. Lawrence est devenu l’ami d’un Hazini, Auda, qui l’accompagne et lui a déjà enseigné quelques règles fondamentales du trot et du galop sur dromadaire. Le Bédouin tire de l’eau d’un puits Harith, une tribu dont la sienne est l’ennemie héréditaire. Soudain, il suspend son geste et laisse retomber son outre au fond du trou. Un méhariste s’approche au loin, d’abord inoffensif petit nuage de poussière, puis image déformée et tremblotante dans l’espace du sable surchauffé. Lawrence ne comprend pas la réaction paniquée de son ami. Le nouvel arrivant franchit encore quelques centaines de mètres dans plusieurs plans longs. Pas une parole n’est échangée entre Auda et l’Anglais. Quand Lawrence comprend enfin qui est le cavalier, un Harith, celui-ci n’est plus qu’à quelques dizaines de mètres et il vient de faire feu avec son antique fusil, tuant net Auda, le « voleur d’eau ». La force dramatique de cette scène tient entièrement par l’utilisation de la profondeur de champ.

### Profondeur de champ reconstituée
Parfois, la profondeur de champ désirée est impossible à obtenir et doit être reconstituée par effet spécial ou trucage (ou truquage).
Ainsi, dans Citizen Kane, le héros, Charles Foster Kane, galvanise le public d’un meeting avec un programme moral de lutte contre les malversations des hommes politiques, et plus particulièrement celles de son adversaire, Gettys, qu’un plan nous montre seul dans une loge perdue dans les hauteurs de la salle où le public applaudit frénétiquement. Gettys comprend que Kane va le tuer en politique. Bien qu’il soit au-dessus du public et de l’estrade où gronde l’orateur, « la profondeur de champ sur la salle ne le met pas en position dominante… mais en position de spectateur, il semble déjà hors jeu. » Au cours du tournage, il était impossible d’obtenir une profondeur de champ aussi dilatée. Il aurait fallu utiliser un objectif grand angle qui aurait déformé les verticales de la salle, donnant un effet expressionniste, alors que le style voulu de ce plan est celui du documentaire, une tranche de la lutte à mort pour le pouvoir. Cette profondeur de champ a donc été reconstituée. « Gettys a d’abord été filmé seul, et devant lui, il n’y avait qu’un rideau de velours noir. La salle, Kane et le public ont été filmés séparément, et les deux prises de vue ont été mélangées en profitant de la réserve noire placée devant Gettys. » Le trucage a été effectué sur une tireuse optique.
On se rappelle aussi L'Homme qui en savait trop, et du concert à l’Albert Hall de Londres où est perpétrée une tentative d'assassinat sur la personne d’un ambassadeur. Alfred Hitchcock a pris la précaution de bien faire expliquer par les terroristes que l’unique coup de grandes cymbales de la partition va couvrir la détonation de l’arme du tueur qu'ils ont engagé. À l’écoute du mouvement symphonique, les spectateurs du film attendent et redoutent le coup de cymbales fatidique, un suspense rendu dramatique par la force de la cantate Orage et nuages du compositeur anglais Arthur Benjamin. Le cymbaliste brandit déjà ses deux cymbales devant lui et guette le signe du chef d’orchestre, que l’on peut voir entre les deux énormes pièces de bronze, avec derrière lui le public, dans un plan célèbre du film. Pour obtenir ce plan subjectif du cymbaliste, il fallait une profondeur de champ qui aurait nécessité des éclairages incompatibles avec l’ambiance d’une salle de concert et de son public, et il était impensable de filmer avec un objectif à focale courte qui aurait déformé de manière grotesque les deux disques des grandes cymbales symphoniques. Alfred Hitchcock a préféré tourner le plan en deux temps. « Les cymbales, tenues à gauche et à droite de la caméra comme deux œillères, ont été filmées en studio devant une “transparence”, un écran translucide sur lequel on a projeté par l’arrière un plan tourné auparavant, montrant l’orchestre de dos et son chef – Bernard Herrmann – de face, tout comme le public assis derrière lui. La mise au point était obtenue aussi bien sur les cymbales que sur l’écran placé juste derrière, et la profondeur de champ a été reconstituée de cette manière. » De nos jours, le même effet serait obtenu avec un fond vert et une incrustation numérique.

### Bascule de point
Dans un même plan, le réalisateur veut parfois mettre en évidence un personnage et faire oublier un second personnage, présent dans le cadrage, en le rendant flou par rapport au premier. Puis, au cours du plan, le second personnage devient net et le premier devient flou, à l'occasion, généralement, d'un échange de dialogue. Ce passage sélectif d’une mise au point à une autre est nommé « bascule de point » (rack focus en anglais) par les professionnels de l’audiovisuel.
Cet effet de style est incompatible avec une grande profondeur de champ. La différence des deux mises au point serait imperceptible. Pour effectuer une bascule de point éloquente, il faut en conséquence installer une lumière relativement faible et utiliser une optique de longue focale. « Dans la séquence du Seigneur des anneaux, lorsque Gandalf et le roi Théoden se recueillent sur la tombe de Théodred, la bascule de point a été obtenue par l’emploi d’un téléobjectif et d’une lumière peu actinique, sans doute une fin d’après-midi maussade. »

### Utilisation burlesque
Déjà dans les comédies burlesques des années 1920, la profondeur de champ était employée pour créer des gags. Le rire est provoqué par le décalage entre le héros qui ignore un événement lointain dont le public a le privilège d’être témoin. Ainsi, dans Le Mécano de la « General », pendant la Guerre civile, Johnny (Buster Keaton), aux commandes d’une seconde locomotive, se lance seul à la poursuite d’un commando ennemi qui lui a dérobé « sa » Général et son précieux chargement. Pour le retarder, les nordistes détellent un wagon qui s’arrête devant la locomotive poursuivante. Johnny percute l’obstacle et le propulse sur une voie divergente qu’il croit être une voie de garage. Il repart aussitôt, redoublant de vapeur. Occupé à alimenter la chaudière, Johnny ne fait pas attention à ce qui se passe à l’extérieur, mais les spectateurs, eux, en sont témoins. « Un plan extraordinaire, en légère plongée prise sur le tender, le montre chargeant du bois, tandis que dans la profondeur de champ on voit le wagon rouler en parallèle sur l’autre voie. Un second aiguillage se présente, le wagon revient sur la première voie et se retrouve de nouveau devant la locomotive. Johnny n’a rien vu. Il rejoint l’abri de conduite et son poste de mécanicien dans un autre plan superbe où il s’aperçoit que le wagon est toujours là. Johnny secoue la tête, il n’en croit pas ses yeux ! »
Dans des films plus récents, aussi bien Hot Shots! que Y a-t-il enfin un pilote dans l'avion ?, l’utilisation de la profondeur de champ met en place une péripétie secondaire tout à fait hors de propos, aussi bien le bataillon à l’entraînement, vu par la fenêtre, derrière un dialogue en champ/contrechamp, qui se met à danser le french-cancan dans Hot shots, que dans l’aéroport d'Y-a-t-il enfin un pilote dans l’avion ?, où règne une surveillance drastique qui « fait qu’une pauvre aïeule est interpellée sans ménagement, les policiers se jettent sur elle parce qu’elle a emporté ses aiguilles à tricoter, en arrière-plan dans la profondeur de champ, des terroristes, armés d’un fusil-mitrailleur et d’un bazooka, en profitent pour entrer sans être inquiétés... »